# Partypoker Live Millions Super High Roller Series

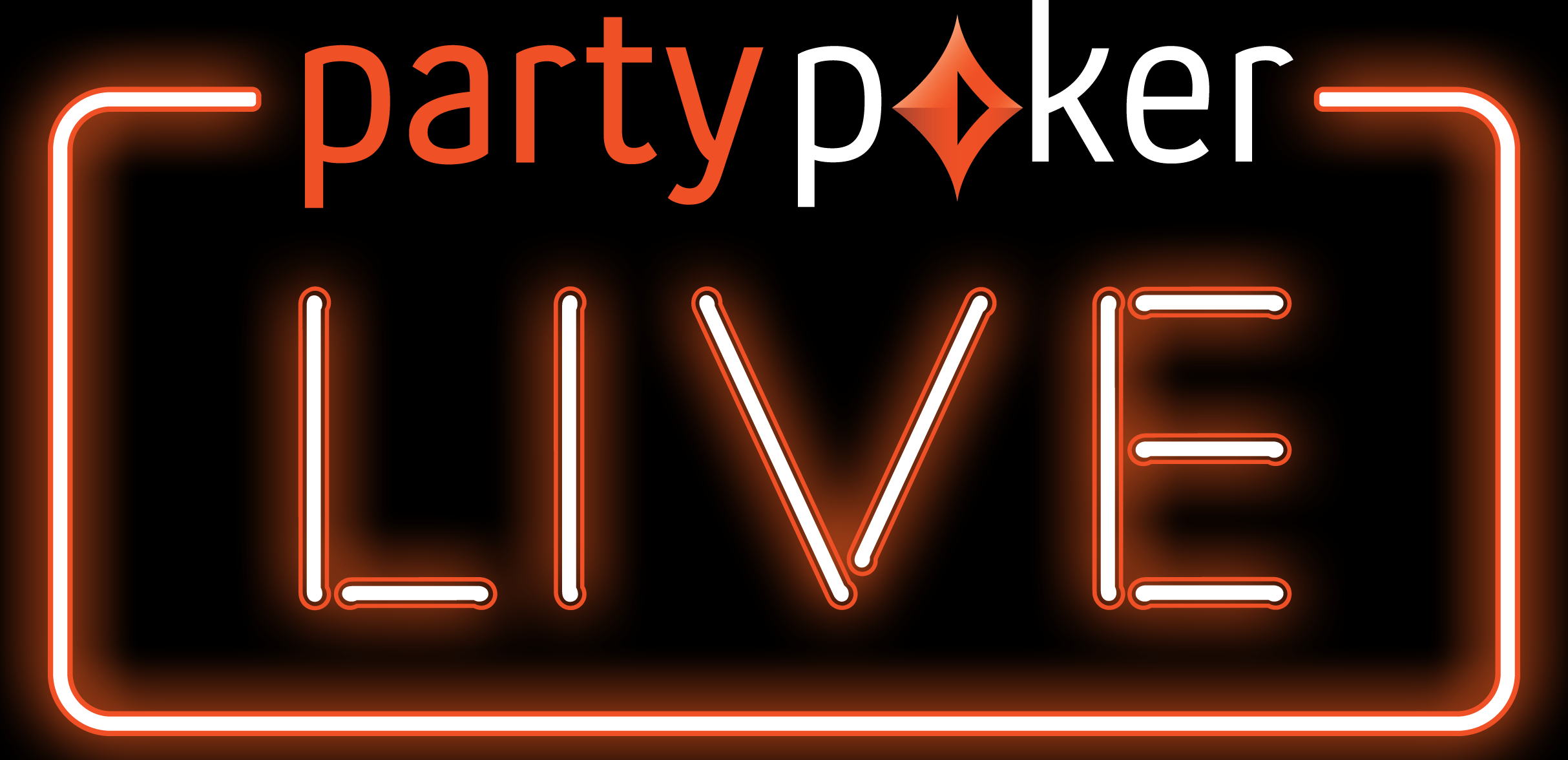
Logo von partypoker Live

Die partypoker Live Millions Super High Roller Series war eine Pokerturnierserie, die von partypoker Live veranstaltet wurde. Die zehn High-Roller-Turniere mit Buy-ins zwischen 25.000 und 250.000 US-Dollar wurden vom 6. bis 15. März 2020 im Sochi Casino and Resort in Sotschi ausgespielt.

## Struktur
Die zehn Turniere wurden alle in der Variante No Limit Hold’em ausgetragen, wobei fünfmal mit Short Deck gespielt wurde. Aufgrund der hohen Buy-ins waren bei den Turnieren lediglich die weltbesten Pokerspieler sowie reiche Geschäftsmänner anzutreffen. Die ersten sieben Turniere waren auf zwei Tage ausgelegt, bei ihnen waren bis Ende der Anmeldephase unbegrenzt viele Re-entries gestattet. Das achte Event, der Super High Roller Bowl Russia, wurde drei Tage gespielt und jedem Spieler war dabei ein Re-entry erlaubt. Die letzten beiden Turniere wurden jeweils eintägig gespielt. Die mehrtägigen Events wurden live auf Englisch und Russisch über das Livestreaming-Videoportal Twitch sowie auf dem von Poker Central angebotenen Streamingdienst PokerGO angeboten. Der Super High Roller Bowl war exklusiv bei PokerGO zu sehen.

## Turniere

### Übersicht
| #  | Turnierbeginn | Buy-in (in $) | Variante                    | Teilnehmer | Sieger              | Herkunft               | Preisgeld (in $) |
| -- | ------------- | ------------- | --------------------------- | ---------- | ------------------- | ---------------------- | ---------------- |
| 1  | 6. März 2020  | 025.000       | No Limit Hold’em Short Deck | 42         | Santi Jiang         | Spanien                | 0.378.000        |
| 2  | 7. März 2020  | 025.000       | No Limit Hold’em            | 58         | Sam Trickett        | Vereinigtes Konigreich | 0.435.000        |
| 3  | 8. März 2020  | 025.000       | No Limit Hold’em Short Deck | 61         | Wai Chan            | Malaysia               | 0.457.500        |
| 4  | 9. März 2020  | 050.000       | No Limit Hold’em            | 45         | Mikita Badsjakouski | Belarus                | 0.765.000        |
| 5  | 10. März 2020 | 050.000       | No Limit Hold’em Short Deck | 50         | Wai Yong            | Malaysia               | 0.800.000        |
| 6  | 11. März 2020 | 100.000       | No Limit Hold’em            | 42         | Paul Phua           | Malaysia               | 1.512.000        |
| 7  | 12. März 2020 | 050.000       | No Limit Hold’em Short Deck | 55         | Phil Ivey           | Vereinigte Staaten     | 0.856.050        |
| 8  | 13. März 2020 | 250.000       | No Limit Hold’em            | 40         | Timothy Adams       | Kanada                 | 3.600.000        |
| 9  | 14. März 2020 | 100.000       | No Limit Hold’em Short Deck | 30         | Timofei Kusnezow    | Russland               | 1.200.000        |
| 10 | 15. März 2020 | 050.000       | No Limit Hold’em            | 31         | Paul Phua           | Malaysia               | 0.620.000        |

### #1 – No Limit Hold’em Short Deck
Das erste Event wurde am 6. und 7. März 2020 mit Short Deck gespielt. 42 Teilnehmer zahlten den Buy-in von 25.000 US-Dollar.
| Platz | Herkunft               | Spieler           | Preisgeld (in $) |
| ----- | ---------------------- | ----------------- | ---------------- |
| 1     | Spanien                | Santi Jiang       | 378.000          |
| 2     | Vereinigte Staaten     | John Cynn         | 252.000          |
| 3     | Vereinigte Staaten     | Aaron Van Blarcum | 168.000          |
| 4     | Vereinigte Staaten     | Cary Katz         | 105.000          |
| 5     | Malaysia               | Wai Chan          | 084.000          |
| 6     | Vereinigtes Konigreich | Stephen Chidwick  | 063.300          |

### #2 – No Limit Hold’em

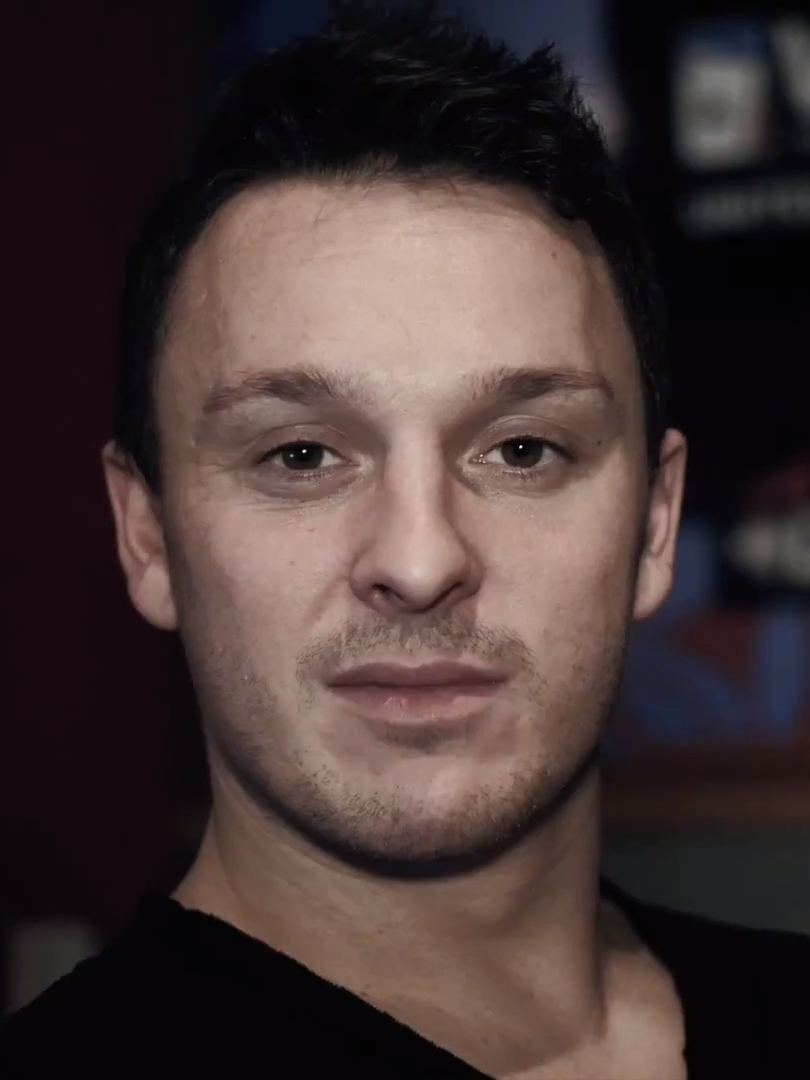
Sam Trickett (2014)

Das zweite Event wurde am 7. und 8. März 2020 gespielt. 58 Teilnehmer zahlten den Buy-in von 25.000 US-Dollar.
| Platz | Herkunft               | Spieler            | Preisgeld (in $) |
| ----- | ---------------------- | ------------------ | ---------------- |
| 1     | Vereinigtes Konigreich | Sam Trickett       | 435.000          |
| 2     | Malaysia               | Ivan Leow          | 290.000          |
| 3     | Osterreich             | Matthias Eibinger  | 203.000          |
| 4     | Spanien                | Adrián Mateos      | 145.000          |
| 5     | Kanada                 | Timothy Adams      | 116.000          |
| 6     | Russland               | Artur Martirossjan | 087.000          |
| 7     | Vereinigte Staaten     | Phil Ivey          | 072.500          |
| 8     | Malaysia               | Paul Phua          | 058.000          |
| 9     | Malaysia               | Chin Lim           | 043.500          |

### #3 – No Limit Hold’em Short Deck
Das dritte Event wurde am 8. und 9. März 2020 mit Short Deck gespielt. 61 Teilnehmer zahlten den Buy-in von 25.000 US-Dollar.
| Platz | Herkunft           | Spieler           | Preisgeld (in $) |
| ----- | ------------------ | ----------------- | ---------------- |
| 1     | Malaysia           | Wai Chan          | 457.500          |
| 2     | Malaysia           | Paul Phua         | 305.000          |
| 3     | Vietnam            | Thai Ha           | 213.500          |
| 4     | Malaysia           | Ivan Leow         | 152.500          |
| 5     | Hongkong           | Daniel Tang       | 122.000          |
| 6     | Vereinigte Staaten | Aaron Van Blarcum | 091.500          |
| 7     | Russland           | Dmitri Kusmin     | 076.250          |
| 8     | Russland           | Sergei Lebedew    | 061.000          |
| 9     | Kanada             | Sam Greenwood     | 045.750          |

### #4 – No Limit Hold’em

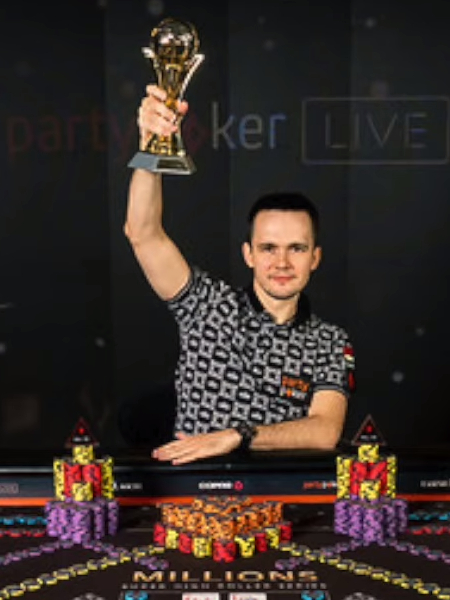
Mikita Badsjakouski nach seinem Sieg

Das vierte Event wurde am 9. und 10. März 2020 gespielt. 45 Teilnehmer zahlten den Buy-in von 50.000 US-Dollar.
| Platz | Herkunft           | Spieler             | Preisgeld (in $) |
| ----- | ------------------ | ------------------- | ---------------- |
| 1     | Belarus            | Mikita Badsjakouski | 765.000          |
| 2     | Russland           | Artur Martirossjan  | 495.000          |
| 3     | Kanada             | Lucas Greenwood     | 337.500          |
| 4     | Vereinigte Staaten | Aaron Van Blarcum   | 225.000          |
| 5     | Kanada             | Sam Greenwood       | 180.000          |
| 6     | Vereinigte Staaten | Cary Katz           | 135.000          |
| 7     | Polen              | Wiktor Malinowski   | 112.500          |

### #5 – No Limit Hold’em Short Deck
Das fünfte Event wurde am 10. und 11. März 2020 mit Short Deck gespielt. 50 Teilnehmer zahlten den Buy-in von 50.000 US-Dollar.
| Platz | Herkunft           | Spieler           | Preisgeld (in $) |
| ----- | ------------------ | ----------------- | ---------------- |
| 1     | Malaysia           | Wai Yong          | 800.000          |
| 2     | Vereinigte Staaten | Phil Ivey         | 525.000          |
| 3     | Kanada             | Sam Greenwood     | 350.000          |
| 4     | Vereinigte Staaten | Cary Katz         | 250.000          |
| 5     | Vereinigte Staaten | Aaron Van Blarcum | 200.000          |
| 6     | Russland           | Michail Rudoi     | 150.000          |
| 7     | Vereinigte Staaten | Seth Davies       | 125.000          |
| 8     | Malaysia           | Paul Phua         | 100.000          |

### #6 – No Limit Hold’em
Das sechste Event wurde am 11. und 12. März 2020 gespielt. 42 Teilnehmer zahlten den Buy-in von 100.000 US-Dollar.
| Platz | Herkunft   | Spieler           | Preisgeld (in $) |
| ----- | ---------- | ----------------- | ---------------- |
| 1     | Malaysia   | Paul Phua         | 1.512.000        |
| 2     | Osterreich | Matthias Eibinger | 1.008.000        |
| 3     | Malaysia   | Chin Lim          | 0.672.000        |
| 4     | Spanien    | Adrián Mateos     | 0.420.000        |
| 5     | Australien | Michael Addamo    | 0.336.000        |
| 6     | Australien | Kahle Burns       | 0.252.000        |

### #7 – No Limit Hold’em Short Deck

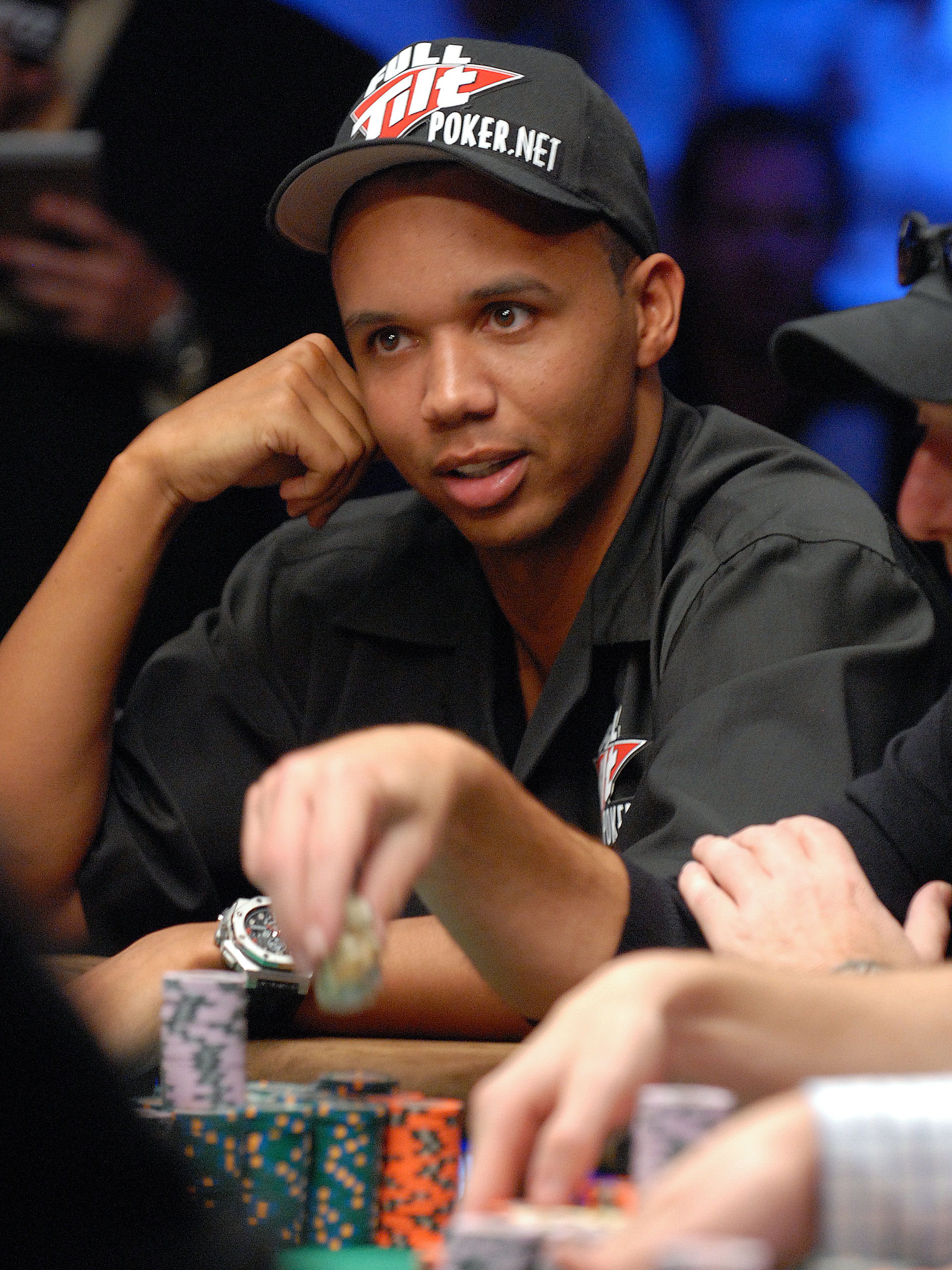
Phil Ivey (2009)

Das siebte Event wurde am 12. und 13. März 2020 mit Short Deck gespielt. 55 Teilnehmer zahlten den Buy-in von 50.000 US-Dollar.
| Platz | Herkunft           | Spieler       | Preisgeld (in $) |
| ----- | ------------------ | ------------- | ---------------- |
| 1     | Vereinigte Staaten | Phil Ivey     | 856.050          |
| 2     | Malaysia           | Michael Soyza | 561.780          |
| 3     | Malaysia           | Kiat Lee      | 374.520          |
| 4     | Vereinigte Staaten | Seth Davies   | 267.520          |
| 5     | Spanien            | Sergi Reixach | 214.010          |
| 6     | Kanada             | Sam Greenwood | 160.510          |
| 7     | Russland           | Dmitri Kusmin | 133.760          |
| 8     | Vietnam            | Thai Ha       | 107.000          |

### #8 – No Limit Hold’em
Das achte Event, der Super High Roller Bowl Russia, wurde vom 13. bis 15. März 2020 gespielt. 40 Teilnehmer zahlten den Buy-in von 250.000 US-Dollar.
| Platz | Herkunft               | Spieler             | Preisgeld (in $) |
| ----- | ---------------------- | ------------------- | ---------------- |
| 1     | Kanada                 | Timothy Adams       | 3.600.000        |
| 2     | Deutschland            | Christoph Vogelsang | 2.400.000        |
| 3     | Belarus                | Mikita Badsjakouski | 1.600.000        |
| 4     | Vereinigtes Konigreich | Ben Heath           | 1.000.000        |
| 5     | Spanien                | Adrián Mateos       | 0.800.000        |
| 6     | Malaysia               | Ivan Leow           | 0.600.000        |

### #9 – No Limit Hold’em Short Deck
Das neunte Event wurde am 14. März 2020 mit Short Deck gespielt. 30 Teilnehmer zahlten den Buy-in von 100.000 US-Dollar.
| Platz | Herkunft           | Spieler          | Preisgeld (in $) |
| ----- | ------------------ | ---------------- | ---------------- |
| 1     | Russland           | Timofei Kusnezow | 1.200.000        |
| 2     | Vereinigte Staaten | Cary Katz        | 0.780.000        |
| 3     | Malaysia           | Richard Yong     | 0.480.000        |
| 4     | Malaysia           | Michael Soyza    | 0.300.000        |
| 5     | Vereinigte Staaten | Phil Ivey        | 0.240.000        |

### #10 – No Limit Hold’em
Das zehnte Event wurde am 15. März 2020 gespielt. 31 Teilnehmer zahlten den Buy-in von 50.000 US-Dollar.
| Platz | Herkunft               | Spieler          | Preisgeld (in $) |
| ----- | ---------------------- | ---------------- | ---------------- |
| 1     | Malaysia               | Paul Phua        | 620.000          |
| 2     | Vereinigte Staaten     | Seth Davies      | 403.000          |
| 3     | Vereinigtes Konigreich | Stephen Chidwick | 248.000          |
| 4     | Kanada                 | Sam Greenwood    | 155.000          |
| 5     | Australien             | Kahle Burns      | 124.000          |

## Spielerübersicht
Folgende Spieler platzierten sich bei der partypoker Live Millions Super High Roller Series in den Preisgeldrängen:
| Spieler             | Herkunft               | Cashes | Siege | Preisgeld (in $) |
| ------------------- | ---------------------- | ------ | ----- | ---------------- |
| Timothy Adams       | Kanada                 | 2      | 1     | 3.716.000        |
| Michael Addamo      | Australien             | 1      | 0     | 0.336.000        |
| Mikita Badsjakouski | Belarus                | 2      | 1     | 2.365.000        |
| Kahle Burns         | Australien             | 2      | 0     | 0.376.000        |
| Wai Chan            | Malaysia               | 2      | 1     | 0.541.500        |
| Stephen Chidwick    | Vereinigtes Konigreich | 2      | 0     | 0.311.300        |
| John Cynn           | Vereinigte Staaten     | 1      | 0     | 0.252.000        |
| Seth Davies         | Vereinigte Staaten     | 3      | 0     | 0.795.520        |
| Matthias Eibinger   | Osterreich             | 2      | 0     | 1.211.000        |
| Lucas Greenwood     | Kanada                 | 1      | 0     | 0.337.500        |
| Sam Greenwood       | Kanada                 | 5      | 0     | 0.891.260        |
| Thai Ha             | Vietnam                | 2      | 0     | 0.320.500        |
| Ben Heath           | Vereinigtes Konigreich | 1      | 0     | 1.000.000        |
| Phil Ivey           | Vereinigte Staaten     | 4      | 1     | 1.693.550        |
| Santi Jiang         | Spanien                | 1      | 1     | 0.378.000        |
| Cary Katz           | Vereinigte Staaten     | 4      | 0     | 1.270.000        |
| Dmitri Kusmin       | Russland               | 2      | 0     | 0.210.010        |
| Timofei Kusnezow    | Russland               | 1      | 1     | 1.200.000        |
| Sergei Lebedew      | Russland               | 1      | 0     | 0.061.000        |
| Kiat Lee            | Malaysia               | 1      | 0     | 0.374.520        |
| Ivan Leow           | Malaysia               | 3      | 0     | 1.042.500        |
| Chin Lim            | Malaysia               | 2      | 0     | 0.715.500        |
| Wiktor Malinowski   | Polen                  | 1      | 0     | 0.112.500        |
| Artur Martirossjan  | Russland               | 2      | 0     | 0.582.000        |
| Adrián Mateos       | Spanien                | 3      | 0     | 1.365.000        |
| Paul Phua           | Malaysia               | 5      | 2     | 2.595.000        |
| Sergi Reixach       | Spanien                | 1      | 0     | 0.214.010        |
| Michail Rudoi       | Russland               | 1      | 0     | 0.150.000        |
| Michael Soyza       | Malaysia               | 2      | 0     | 0.861.780        |
| Daniel Tang         | Hongkong               | 1      | 0     | 0.122.000        |
| Sam Trickett        | Vereinigtes Konigreich | 1      | 1     | 0.435.000        |
| Aaron Van Blarcum   | Vereinigte Staaten     | 4      | 0     | 0.684.500        |
| Christoph Vogelsang | Deutschland            | 1      | 0     | 2.400.000        |
| Richard Yong        | Malaysia               | 1      | 0     | 0.480.000        |
| Wai Yong            | Malaysia               | 1      | 1     | 0.800.000        |